# Disputas
Disputas fue una miniserie del año 2003, transmitida por Telefe, producida por Ideas del Sur y dirigida por Israel Adrián Caetano.

## Argumento
Contaba la historia de cuatro prostitutas y su madama (proxeneta). Cada una con una historia diferente: Amelia, la madama, es una profesional con años de experiencia, que luego de separarse de su pareja decide buscar ayuda en un viejo amante para montar un prostíbulo. Y hasta allí llegan cada una de las chicas:
- Gloria: tiene un hijo y problemas con su ex.
- Majo: no tiene otra alternativa para mantener a su familia.
- Gala: estudia kinesiología de día y se prostituye de noche.
- Soledad: es bastante reservada y misteriosa, y antipática con las personas

## Descripción de los personajes
- Amelia (Mirta Busnelli): Exprostituta con varios años de experiencia en el rubro.

Monta un prostíbulo junto a Raymond, su amante, luego de haber sido estafada por Flavio, su pareja.
Es una mujer de carácter explosivo, un tanto mal hablada y con actitudes chabacanas. Sin embargo cuida mucho a "sus chicas", como ella las llama.
Tiene una afición desmedida al alcohol, avivando su temperamento cuando se encuentra bajo los efectos del mismo.
Su principal enemiga es Melina, amante de Flavio y también madama, quien le tiende una trampa a Amelia y le roba a sus "chicas".

Al final de la serie queda embarazada, sin saber quien es el padre de su hijo.
Toma la determinación de abortar, pero por consejo de Raymond, decide tenerlo, haciéndose cargo este último del bebé.
Características:
Edad: Sin especificar
Medidas: 95-70-95
Profesión: Madama
Estudios: Completos
Hobby(s): Beber
Orientación Sexual: Heterosexual
Color de Cabello:  Castaño
Color de Ojos:  Marrones
Especialidad: Todas
- Majo (Florencia Peña): Es una joven  de 29 años, Licenciada en Turismo, que vive con su mamá y con su marido desocupado (y que tampoco tiene muchas intenciones de conseguir empleo), siendo ella el único sostén de la familia.

Originalmente trabajaba en una agencia de turismo, pero tras ser acosada sexualmente por su jefe, decide renunciar, quedando desempleada. La falta de dinero, y la presión ejercida por la hipoteca de su casa, comienzan a desesperarla. Es por eso que, por consejo de su amiga Gloria, decide ir a una supuesta entrevista laboral, sin saber que se trataba de un casting para elegir chicas para el prostíbulo que estaba armando Amelia.
Tras enterarse de lo que se trataba, decide no tomar el trabajo, pero al verse forzada por la situación económica reinante en su casa, comienza a trabajar como prostituta, aunque con muchas dificultades al principio.
Con el correr del tiempo, comienza a entusiasmarse con su trabajo y hasta se ve envuelta en un romance con uno de sus clientes.

Cerca del final de la serie, abandona su trabajo de prostituta y comienza a trabajar como animadora en un programa infantil gracias a haberse acostado con el productor, aunque dicho trabajo no prospera.
Características:
Edad: 29 años
Medidas: 100-70-120
Profesión: Prostituta
Estudios: Licenciada en Turismo
Hobby(s): Cuidar a su marido
Orientación Sexual: Heterosexual
Color de Cabello:  Castaño Claro
Color de Ojos:  Marrones
Especialidad: Nuevita - Pasiva
- Gloria (Julieta Ortega): Es una joven de condición humilde, aunque muy bella. Tiene un hijo, Luchi, de 8 años.

Es la única de las chicas de Amelia que ya tenía experiencia previa como prostituta, habiendo trabajado antes bajo las órdenes de su marido, Freddy, un malviviente exconvicto que la golpeaba y la explota, habiendo ejercido su trabajo como prostituta y copera en el mismo boliche donde trabajaban Gala y Raymond.
Tras una discusión con su marido, decide abrirse por su cuenta como prostituta y se presenta junto a Majo al casting de chicas del prostíbulo de Amelia.
En su trabajo en el burdel de Amelia, se ve envuelta en un romance con uno de sus clientes, un albañil que trabaja en una construcción cerca del local.
Sin embargo este hombre resulta ser casado y con hijos, además de marido golpeador, y tras enterarse Gloria de esto, intenta dejarlo y, como venganza, él hace que le quiten a Gloria la tenencia de su hijo.

Al final de la serie, se vuelve a reunir con Freddy, su marido y retoma la tenencia de su hijo, convirtiéndose en una humilde ama de casa convencional.
Carácterísticas:
Edad: 27 años
Medidas: 88-60-90
Profesión: Prostituta
Estudios: Primario Incompleto
Hobby(s): No tiene tiempo
Orientación Sexual: Heterosexual
Color de Cabello:  Castaño
Color de Ojos:  Marrones
Especialidad: Bucal con globito – Fantasías Varias
- Gala (Dolores Fonzi): Es una bella joven de 24 años, estudiante de kinesiología que por las noches trabaja como estríper en el boliche donde trabaja Raymond como seguridad.

Por ambición y por consejo de Raymond, se presenta al casting de Amelia, quedando seleccionada.
Vive en un departamento junto con su madre alcohólica, que también es prostituta y con quien no tiene buena relación, sobre todo, porque le guarda rencor al no querer decirle cuál es el nombre de su padre.
Gala nació producto de un encuentro sexual de su madre y un cliente, quien jamás la quiso reconocer. Por esta razón, Gala vive atormentada por su crisis de identidad.
Además de por dinero, se vuelve prostituta para, tal vez por un golpe de suerte, conocer a su padre de esa forma. Por esta razón, Gala tiene preferencia por clientes mayores de 50 años por sobre los clientes más jóvenes.
Gala tiene tendencias lésbicas y se vio envuelta en una relación con Melina en el tiempo que ella fue su madama.
También se vio envuelta en un romance lésbico con su media hermana, con quien pudo dar finalmente, después de que su madre confesara realmente quién era su padre.

Al final de la serie, abandona su trabajo de prostituta, y se dedica a dirigir películas pornográficas, llevándose a su media hermana a trabajar para ella. Sin embargo, la negación de su media hermana a siquiera quitarse la ropa, desbarata trágicamente el negocio de Gala.
Carácterísticas:
Edad: 24 años
Medidas: 90-60-90
Profesión: Prostituta
Estudios: Cursando Kinesiología
Hobby(s): Filmar – Sacar Fotos
Orientación Sexual: Bisexual
Color de Cabello:  Rubio
Color de Ojos:  Azules
Especialidad: Sexo anal – Lesbianismo
- Soledad (Belén Blanco): Es una joven de 24 años de personalidad muy oscura.

Vive sola en una vieja casona junto con su senil tío abuelo de avanzada edad. Originalmente tenía dos empleos: de día trabajaba como cajera en un mini shop de una estación de servicio, y de noche trabajaba con una amiga como dómina sadomasoquista.
Tras una pelea con su amiga y su jefe, queda desocupada y comienza a trabajar como prostituta en el burdel de Amelia.
Se ve envuelta en un romance con Marcos, un adolescente de tan sólo 16 años, a quien su tío lleva a iniciarse sexualmente para desviarlo de la homosexualidad incipiente que él sospechaba en su sobrino.
Marcos comienza a frecuentar el burdel de Amelia, robándole dinero de la caja registradora a su tío, quien era dueño de una farmacia. De esta forma, Soledad se enamora de su joven cliente, y comienzan una relación clandestina.
El tío del muchacho descubre que su sobrino le está robando para pagar los servicios de Soledad, y decide prohibirle que la vuelva a ver.
Mediante un pacto de sangre y de amor, Soledad y Marcos pactan matar al tío del otro; Marcos para quedarse con la farmacia y el dinero de su tío, y Soledad para no tener que soportar más a su molesto tío anciano, así como también quedarse con la casa para ella sola.
Soledad cumple con la parte del trato, y acribilla a balazos al tío de Marcos en la calle, pero Marcos falla en el intento de asesinar al tío de Soledad.
Soledad y Marcos esconden el cuerpo del tío de este último en el burdel de Amelia. Sin embargo Amelia lo descubre, y decide que lo mejor es, para borrar la evidencia y proteger a Soledad, que entierren el cuerpo en el jardín del propio prostíbulo.
De esta forma, Amelia y las cuatro chicas descuartizan el cuerpo con un cuchillo eléctrico y entierran los trozos de cuerpo esparcidos por todo el jardín.
Marcos, ya liberado de su tío, se hace cargo solo de la farmacia, y cambia su trato hacia Soledad rotundamente: comienza a tratarla fríamente y decide evitarla, destrozándole el corazón.
En venganza, Soledad denuncia a la policía a Marcos y lo culpa de haber asesinado a su propio tío, haciendo que lo manden a la cárcel.

Al final de la serie, Soledad abandona su trabajo de prostituta y se recluye en un templo evangélico de dudosa credibilidad para limpiar su alma del pecado. Sin embargo, tras un acoso sexual por parte del pastor cabecilla de la iglesia, se ve obligada a abandonar la iglesia.
Características:
Edad: 24 años
Medidas: 85-60-90
Profesión: Prostituta
Estudios: Secundario Incompleto
Hobby(s): Los Juguetes
Orientación Sexual: Heterosexual
Color de Cabello:  Morocho
Color de Ojos:  Marrones
Especialidad: Dominación – Bucal – Beso Negro
Al final de la serie, Majo, Gala, Gloria y Soledad, tras haber fracasado en todos sus emprendimientos luego de abandonar el burdel de Amelia, deciden volver a él para retomar sus antiguos trabajos como prostitutas. Sin embargo, Amelia, embarazada, tiene otro plan: decide poner una guardería y las contrata a las chicas como empleadas.

## Elenco
- Mirta Busnelli, como Amelia (11 episodios).[1]
- Belén Blanco, como Soledad (11 episodios).
- Dolores Fonzi, como Gala (11 episodios).
- Julieta Ortega, como Gloria (11 episodios).
- Florencia Peña, como Majo (11 episodios).
- Mariana Aria, como Giselle (3 episodios).
- Roly Serrano, como Raymond (11 episodios).
- Roberto Carnaghi, como Flavio (2 episodios).
- Diego Alonso Gómez, como Freddy (11 episodios).
- Damián Dreizik, como Gaspar (2 episodios).
- Damián De Santo como Alejandro.
- Nacha Guevara, como Melina.
- Max Berliner como el tío de Soledad.
- Nahuel Pérez Biscayart, como Marcos.
- Ana Franchini, como la madre de Gala.
- Chela Cardalda como la madre de Majo.
- Julieta Cardinali como Elena.
- Mariel Di Lorena
- Marcos Martínez
- Erasmo Olivera
- Ana Pauls
- Carlos Roffé
- Daniel Valenzuela
- Valeria Collini

## Ficha técnica
- Idea Original: Sebastián Ortega – Pablo Culell
- Autores: Lucía Puenzo – Sergio Bizzio – Israel Adrián Caetano
- Directores de Fotografía: Julián Apezteguía – Daniel Ortega
- Director de Arte: Sebastián Roses
- Montaje: Luis Barros
- Asistente de Dirección: Nicolás Goldar Parodi
- Productor: Mariano Piñeiro
- Productor Ejecutivo: Pablo Cullel
- Productor Asociado: Focus Comunicación Audiovisual
- Productor General: Sebastián Ortega
- Realización General: José María Listorti y Paula Chaves
- Director: Israel Adrián Caetano

Equipo Técnico IDS
- Cámara y Realización 2.ª Unidad: Martín Pels
- Música: Diego Grimbalt
- Montaje: Luis Barros
- Vestuario: Paula Santos
- Locaciones y Preproducción: Pilar Irusta
- Equipo de Producción: María Calatayud - Leonardo Amarelle – Daniel García Mendoza
- Ayudante de Dirección: Alejandro Fadel
- Continuista: Luciana Piantanida
- Apuntador: Gonzalo Zapico
- Maquillaje: Buenos Aires Make-Up – Lorena Lio
- Peinado: Gabriela Pérez Asensio
- Asistentes de Arte: Natalia Yonni – Guiomar Mutilva
- Utilería: Jorge Sesán – Héctor Baldini – Mario Domínguez
- Asistente de Vestuario: Emilia Recabarren
- Asistentes de Peinado: Néstor Burgos – Sergio Ganim peina para Roberto Giordano
- Gaffer: Sergio Piñeyro
- Gerente Técnicos IDS: Rubén Geréz

Posproducción
- Jefe de Posproducción: Gustavo Errico
- On-Line: Marcele Martínez
- Edición de Audio: Charly Pulido
- Asistente de Edición: Leonardo Vidal
- Gráfica IDS: Diego Tirigal
- Musicalización: Martín Ortega – Luis Barros
- Efectos Especiales: Lanfranco Burattini – Santiago Lange
- Movilidad: Jorge López – Gastón Costa Sanjurjo – Ricardo Roldán
- Motorhome: Jorge Gauna
- Coordinación de Producción IDS: Paula Zyngierman – Florencia Ure
- Asistentes de Coordinación de Producción: Romina Costigliolo – Lorena Astrada
- Coordinación de Operaciones IDS: Guillermo Favelukes
- Meritorio Producción: Matías Federico
- Meritorio Vestuario: Anna Giannoni
- Meritorio Arte: Julia Bossio

Técnica Telefé
- Productor Técnico: Dino Rocco
- Iluminación: Ariel Amato – Juan Pablo Tassara
- Cámaras: Juan Carlos Albornoz – Miguel Sánchez – Claudio Laurella – Juan Pablo La Siola – Nicolás Spitalieri
- Sonido: Daniel Panano
- Microfonistas: Daniel Lorenzo – Mariano Valentini
- Operador de Video: Rodrigo Morales
- Exteriores: Óscar Martín – Juan “El Armenio” Rinaldi – Marcelo Sassone – Julio “Brújula” Pacheco
- Eléctrico: Rubén Ramos
- Mantenimiento: Juan Almirón

## Banda sonora
- Julien dans l'ascenseur - Miles Davis (de la película "Ascenseur pour l'échafaud")

- Lubenica - Emir Kusturica & The No Smoking Orchestra

- Shandai Lovers - Vampires Sound Inc.

- The Pink Room - Angelo Badalamenti (de la película "Twin Peaks: Fire Walk With Me)

- Jennifer del Estero - Illya Kuryaki & The Valderramas

- This Is The New Sh*t - Marilyn Manson (de la película "Matrix Reloaded")

- Minor Swing - Rachel Portman (de la película "Chocolat")

- I'll Wait and Pray - John Coltrane

- I Will Survive - Gloria Gaynor

- Les Sucettes - Serge Gainsbourg

- See-line Woman - Nina Simone

- Hash Driven - Timo Maas

- He's the Greatest Dancer - Sister Sledge

- I Feel Love - Donna Summer

- Les gateaux - Tindersticks

- Chilanga Banda - Café Tacvba

- Lágrimas de Oro - Manu Chao

- Till the End - A Forest Mighty Black

- Amor Verdadero - Afro-Cuban All Stars

- Pathetique - Andrew Bird

- Night in Tunisia - Sonora Ponceña

- Generique - Miles Davis (de la película "Ascenseur pour l'échafaud")

- Que Ironía - Jennifer López

- Bruca Manigua - Ibrahim Ferrer

- María Caracoles - Afro-Cuban All-Stars

- Candela - Buena Vista Social Club